# Espostoa frutescens
Espostoa frutescens ist eine Pflanzenart in der Gattung Espostoa aus der Familie der Kakteengewächse (Cactaceae). Das Artepitheton frutescens stammt aus dem Lateinischen und bedeutet ‚strauchig werdend‘.

## Beschreibung
Espostoa frutescens wächst strauchig mit von der Basis aus verzweigten Trieben und erreicht Wuchshöhen von bis zu 2 Metern. Ein Stamm wird nicht ausgebildet. Die aufrechten Triebe erreichen bei Durchmessern von 6 bis 10 Zentimetern eine Länge von 0,5 bis 2 Meter. Es sind 22 bis 28 niedrige, gerundete Rippen vorhanden auf denen sich elliptische, hellbraun bewollte und eng beieinander stehende Areolen befinden. Die bis zu 40 und mehr Dornen sind hellgelb, nadelig, drehrund, ausgebreitet und weisen eine Länge von 4 bis 8 Millimeter auf. Gelegentlich wird ein einzelner 1 bis 2,5 Zentimeter langer Mitteldorn ausgebildet. Das 20 bis 50 Zentimeter lange Cephalium umfasst fünf bis sieben Rippen und besteht aus hellbrauner, bis zu 3 Zentimeter langer Wolle.
Die trichterförmigen, weißen Blüten sind 4 bis 4,5 Zentimeter lang und weisen Durchmesser von 3,5 bis 4 Zentimeter auf. Die kreiselförmigen, grünen Früchte besitzen eine Länge von 1,6 bis 2 Zentimeter und einen Durchmesser von 1,5 bis 2,5 Zentimeter.

## Verbreitung, Systematik und Gefährdung
Espostoa frutescens ist in Ecuador in den Provinzen Loja, El Oro und Azuay in Höhenlagen von 500 bis 2000 Metern verbreitet.
Die Erstbeschreibung erfolgte 1989 durch Jens E. Madsen.
In der Roten Liste gefährdeter Arten der IUCN wird die Art als „Near Threatened (NT)“, d. h. als gering gefährdet geführt.

## Nachweise